# Dick Waleson
Dirk (Dick) Waleson (Majalengka (regentschap), Cheribon (residentie), 5 maart 1902 - Den Haag, 30 mei 1941) was een Nederlands violist.
Hij was zoon van Eleonora Frederika Hariet de Boer en Hermanus Johannes Waleson. Hijzelf was tussen 1923 en 1934 getrouwd met Theodora Christina Stephanus. Na die scheiding hertrouwde hij in 1934 getrouwd met Catharina Hendrika van Os.
Het zag er niet aan uit dat hij musicus zou worden. Hij was afgestudeerd ingenieur aan de TH Delft. Een leven in de muziek riep toch. Hij nam les bij Adolphe Poth en Carl Flesch. Zijn naam komt bovendrijven wanneer in 1927 er in Den Haag een kamermuziekconcert voor moderne muziek wordt gegeven. Willy d'Ablaing, Max Vredenburg en Waleson organiseerden het in een gebouw aan het Noordeinde in Den Haag. Het is de bedoeling deze middagen vaker te houden. Datzelfde jaar vindt nog oprichting plaats van de "Haagsche Studiekring voor Moderne Muziek" plaats; plaats van de concerten zou dan Pulchri Studio worden. Waleson en Vredenburg zijn dan nog van de partij. Op het programma staan werken van Darius Milhaud, Rudolf Mengelberg, Heinrich Kaminski, Bernhard van den Sigtenhorst Meyer, Paul Hindemith en Vredenburg zelf. Nog datzelfde jaar stonden het gezelschap, inclusief zangeres Lotti Muskens Sleurs in de Kleine Zaal van het Concertgebouw in Amsterdam en werden ze in 1928 gevraagd een optreden te verzorgen in het  International Society of Contemporary Music (Salle Pleyel) in Parijs. Waleson sloot zich rond 1930 aan bij de Haarlemse Orkest Vereniging, alwaar hij een van de leidende violisten wordt naast Frans Vonk, ook waren ze samen concertmeesters. In 1931 stond hij als solist bij het Kurhaus-orkest (grotendeels Residentie Orkest) van Ignaz Neumark. Hij verzorgde toen ook concerten met pianist Theo van der Pas. In 1933 volgde het Waleson Strijkkwartet met Nap de Klijn, Giel Smit (altviool) en Guillaume Hesse (cello), dat in binnen- en buitenland optrad. In het begin van zijn loopbaan nam hij met Jaap Stotijn en Cor de Groot deel aan jeugdconcerten. Ondanks zijn korte leven gaf hij ook les, zo was Berend Giltay een leerling van hem. 
Het naar hem genoemde kwartet bleek een kort leven te krijgen; na april 1939 werd geen concert meer gemeld. Waleson werd ziek en moest vaker afzeggen. Hij overleed op 39-jarige leeftijd en werd gecremeerd op Westerveld.
Kleinzoon Jonathan Waleson (via zoon Max Waleson en Jacqueline Goldberg) studeerde viool en piano aan Juilliard in New York, trad als zodanig op en dirigeerde ook.